# Чернавин, Виктор Васильевич
Виктор Васильевич Чернавин (9 апреля 1877—1956) — русский военачальник, генерал-майор Генштаба Российской империи, белогвардеец.

## Служба в России
Виктор Чернавин окончил Омскую гимназию, Николаевское инженерное училище (1899) и Николаевскую академию Генерального штаба (1904). После учёбы определён в 3-й сапёрный батальон. В чине штабс-капитана по собственному желанию отправлен в Маньчжурию, где во время русско-японской войны занимал должность старшего адъютанта штаба 3-го армейского корпуса.
После окончания войны служил в Виленском военном округе, где занимал должность обер-офицера для поручений при штабе округа. В 1911 году получил звание подполковника и 30 декабря отправлен в Виленское военное училище для преподавания военных наук. В штабе 1-й русской армии генерала Ренненкампфа вступил в Первую мировую войну. Во время сражений в Восточной Пруссии занимал должность старшего адъютанта оперативного отделения генерал-квартирмейстерской части штаба. В ноябре 1915 года Чернавин становится командиром 24-го пехотного Симбирского полка, в декабре 1916 года начальником штаба 36-й пехотной дивизии. 3 июня 1917 года получил генерал-майора и исполняющего должность генерал-квартирмейстера 6-й армии.
В 1917 году Чернавин вступил в Добровольческую армию. В конце ноября 1918 года стал генерал-квартирмейстером штаба формирующийся Крымско-Азовской армии. 12 марта 1919 назначен начальником штаба корпуса, сформированного из бывшей Крымско-Азовской армии. 18 января 1920 года Чернавин и командующий Черноморским флотом Д. В. Ненюков на миноносце «Жаркий» (по другим данным «Живой») отправились в Севастополь для переговоров с английским адмиралом Сеймуром об отправке в Одессу транспорта и угля для кораблей, эвакуирующих войска. Отправка транспорта и угля зависела от обязательств генерала Я. А. Слащёва, поэтому Чернавину и коменданту Севастополя Субботину пришлось выехать к нему в штаб в Джанкое. Переговоры со Слащовым прошли успешно, но отправленный в Одессу с опозданием уголь так и не удалось разгрузить, так как порт уже замёрз. В результате одесская эвакуация приняла катастрофический характер. После возвращения из Джанкоя Чернавин и Субботин были арестованы в Симферополе капитаном Н. И. Орловым в ходе мятежа, но Чернавин вскоре был освобождён присланными с фронта войсками и отправился в Севастополь. В марте 1920 года он был зачислен в армию Врангеля.

## Эмиграция
После крымской эвакуации переехал в Чехословакию. В Праге Земгор увлёк Чернавина собиранием документов по истории Гражданской войны в России. В марте 1928 г. Чернавин стал сотрудником Русского заграничного исторического архива Министерства иностранных дел, занялся архивной и научной деятельностью.
В 1938 году в результате сокращения его уволили из архива. В то же время Чернавин стал членом президиума «Успенского Братства для погребения православных русских граждан и для охраны и содержания в порядке их могил в Чехословакии». В 1939 году из-за предстоящего осмотра немецкими властями списка членов Братства Чернавин перестал быть его членом. С 1947 году опять становится членом Братства и ведёт деятельность на Ольшанском кладбище до 1951 года.
В мае 1945 года был арестован СМЕРШем. В конце года отпущен.
Жил в «Профессорском доме» в Праге, но с другими русскими в 1955 году был выселен коммунистами. В том же году Чернавин по приглашению русских переехал в Оломоуц (Чехия), где и умер в 1956 году от воспаления легких. Похоронен на Ольшанском кладбище в Праге.